# جيرارفيل (كيبك)
جيرارفيل (بالإنجليزية: Girardville, Quebec)‏ هي بلدية محلية في كيبيك تقع في كندا في Maria-Chapdelaine Regional County Municipality.  يقدر عدد سكانها بـ 1,100 نسمة ومساحتها 133.10 كم2 .